# Barry Goldwater

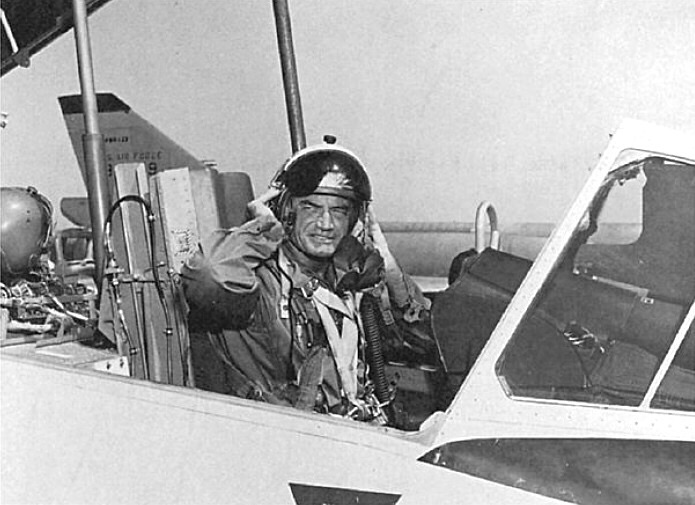
Barry Goldwater var pilot i armén under andra världskriget. Här i en Convair F-102 Delta Dagger 1967.

Barry Morris Goldwater, född 2 januari 1909 i Phoenix, Arizona, död 29 maj 1998 i Paradise Valley, Arizona, var en amerikansk republikansk politiker, fotograf   och flygvapenofficer, mest känd som Lyndon B. Johnsons motståndare i amerikanska presidentvalet 1964. 
I valet 1964 vann Goldwater bara sex delstater (främst i den tidigare solitt demokratiska djupa södern) och fick endast 36 procent av väljarrösterna, vilket gör valet av Johnson till en av de största jordskredssegrarna i amerikansk politisk historia. 
Han adopterades såsom konservatismens ledare i USA av republikanska gräsrötter som var trötta på så kallade Rockefeller-republikaner, speciellt efter att han släppt sin bok Conscience of a Conservative.  I den argumenterade han för närmast klassiskt liberala och antifederalistiska idéer, förespråkade en mycket begränsad federal statsmakt och kritiserade även medborgarrättsrörelsen, som republikanerna tidigare ansetts vara positiva till, dock på moralistisk grund snarare än ideologisk. Goldwater såg i en växande central statsmakt en möjlig totalitär regim, om den gavs friheten att förbjuda segregation i enskilda delstater och hos näringsidkare. Till skillnad från andra motståndare till avsegregering, som Robert Byrd, Strom Thurmond och Theodore G. Bilbo, betraktas han inte som rasist[källa behövs] eller segregationsförespråkare[källa behövs] utan snarare en stark skeptiker till ökat federalt inflytande, vilket han angav som skäl när han 1964 röstade emot Civil Rights Act. 
Goldwater ville inte från början bli presidentkandidat utan tvingades snarast ut på banan av konservativa gräsrötter och partistrateger. Hans goda opinionssiffror vände dock efter mordet på John F. Kennedy (som Barry Goldwater hade stor respekt för), då USA gick ifrån att söka förnyelse till att söka efter stabilitet.
President Johnson drev en mycket negativ kampanj för att vinna valet och utmålade Goldwater som en krigshetsare som skulle föra USA djupare in i konflikten i Vietnam. En ännu ihågkommen reklamfilm för Johnson, Daisy girl, visar en flicka, sittande på en blomsteräng, medan nedräkningen i en atombombssilo hörs i bakgrunden. Filmen slutar med detonationen av en kärnladdning. Filmen anspelade på ett skämt yttrat av Goldwater, där denne sa att han hade lust att ”kasta in en atombomb på herrtoaletten i Kreml” – ett skämt som var mycket vanligt förekommande i konservativa kretsar.
Numera hyllas Goldwater ofta av liberalkonservativa politiker, inte minst i Europa, för att alltid ha hållit fast vid sina konservativa, eller snarare libertarianska, principer. Bland annat var han en ihärdig försvarare av fri abort och kritiserade införandet av Don't ask, don't tell, som förbehöll armén rätten att avskeda öppet homosexuella på grund av deras sexuella läggning. Under debatten som följde Don't ask, don't tell fällde Goldwater de sedermera bevingade (och under senatsdebatten innan policyn avskaffades 2010 citerade) orden; 
| ” | You don't have to be straight to fight for your country. You just have to shoot straight. | „ |

Han var en inte oäven talare. Vid sitt tal inför Republikanernas presidentkonvent 1964 då han accepterade partiets nominering till presidentposten yttrade han bland annat följande:
| ” | I would remind you that extremism in the defense of liberty is no vice. And let me remind you also that moderation in the pursuit of justice is no virtue. | „ |

Presidentvalet 1964, i efterdyningarna av Kennedymordet, blev ett katastrofval för republikanerna. Partiet började dock återhämta sig snart och redan i valet till Representanthuset 1966 erhöll partiet 47 nya mandat. Under åren som följde noterade partiet ytterligare framgångar, exempelvis Goldwaters inval i Senaten 1968 och Richard Nixons val till president samma år. Under 1970-talet stärktes den konservativa flygeln inom partiet med Goldwater som banerförare. När Ronald Reagan 1980 vann presidentvalet kommenterades denna händelse av den konservative kolumnisten George Will:
| ” | It took 16 years to count the votes, and Goldwater won. | „ |

Detta sammanföll dock med ökade religiösa inslag i de politiska partierna, särskilt det republikanska partiet, och till skillnad från Goldwater var Reagan värdekonservativ i flera frågor, bland annat om abort. Goldwater varnade åtskilliga gånger för att han skulle sluta med politik om republikanerna, i hans ögon, skulle omvandlas till en "religiös organisation".
Goldwater var senator ifrån Arizona under åren 1953–1965 och 1969–1987. I valet 1964 ställde han upp som presidentkandidat och kandiderade då inte till Senaten. 1987 gick han i pension och ersattes av åsiktsfränden John McCain, som senare ställde upp i Republikanernas nomineringsprocess till  presidentvalet 2000 och blev partiets presidentkandidat i valet 2008.

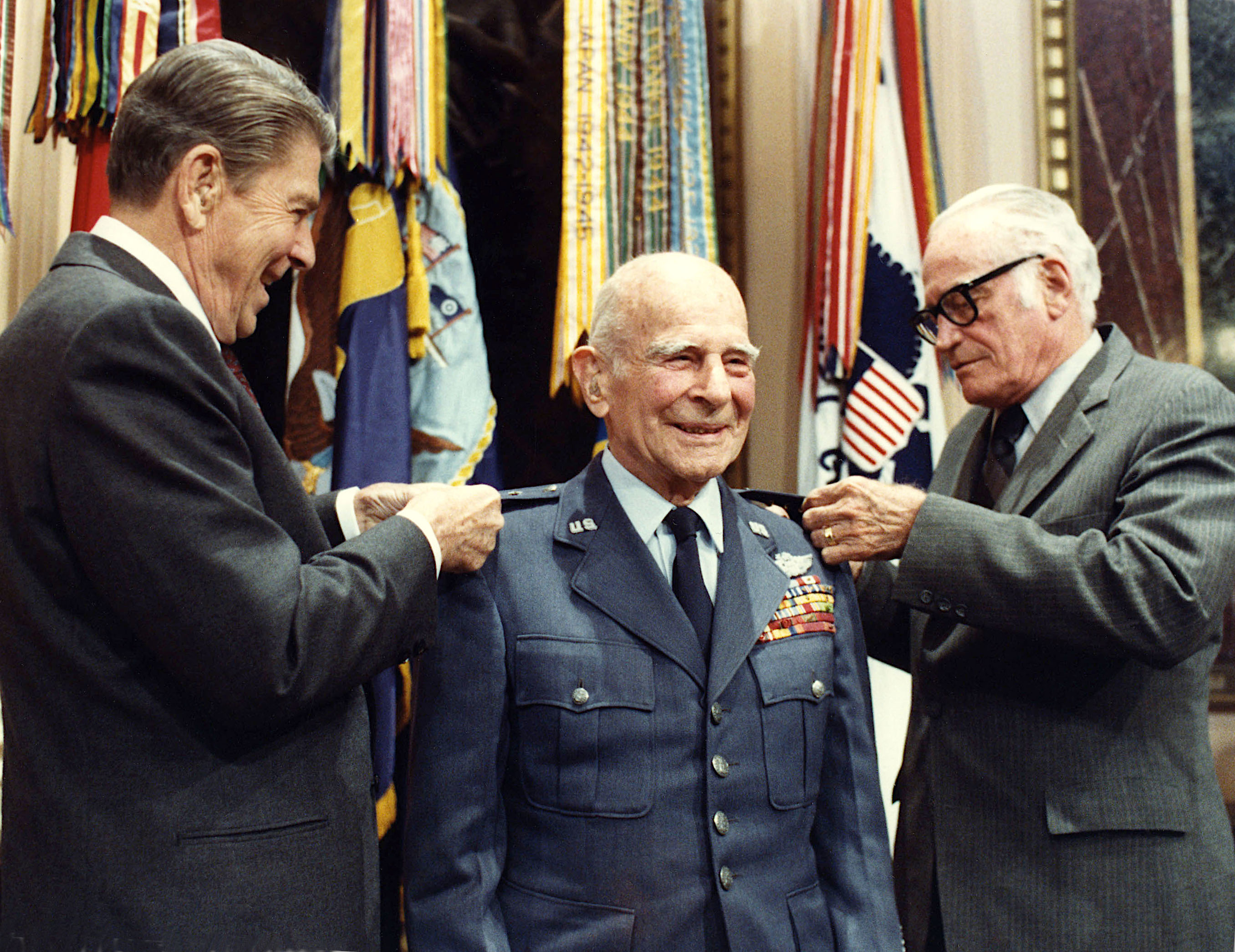
Ronald Reagan och Barry Goldwater dekorerar general Jimmy Doolittles axelklaffar.